# Aufgaben für Schachspieler

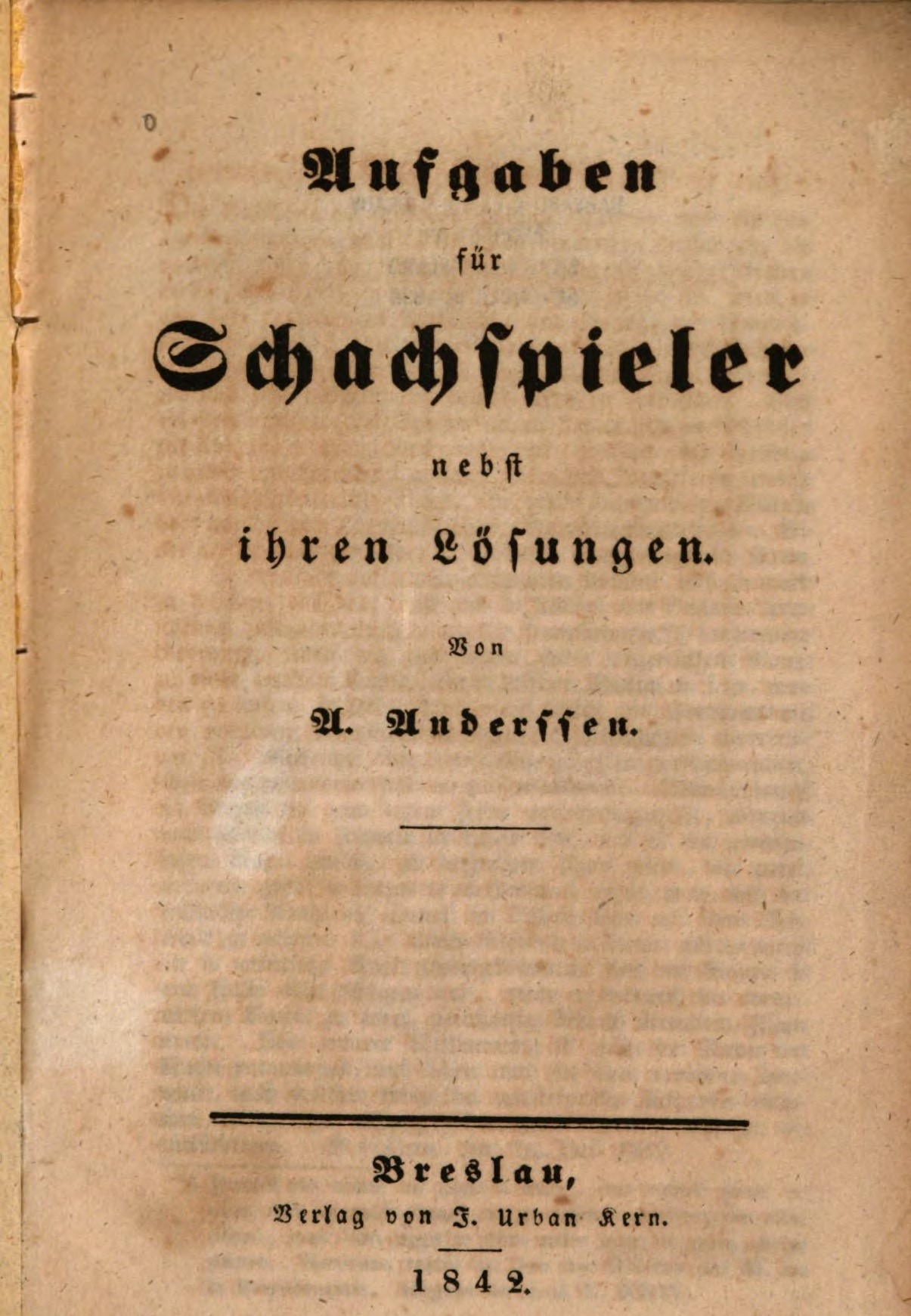
Titelblatt der Erstauflage

Aufgaben für Schachspieler nebst ihren Lösungen ist eine Sammlung von Schachkompositionen des deutschen Schachspielers Adolf Anderssen, die dieser in zwei Auflagen 1842 und 1852 herausbrachte. Es ist eine der ersten Sammlungen moderner Schachkompositionen, die nicht mehr dem klassischen Stil von Philipp Stamma folgen.

## Vorgeschichte
Bereits 1832 war ein Buch mit dem Titel Aufgaben für Schachspieler nebst Auflösungen erschienen. Autor war Julius Mendheim, einer der bekanntesten deutschen Schachspieler dieser Zeit. Hier waren die Schachaufgaben noch bunt gemischt: Es überwogen schon direkte Schachprobleme im heute üblichen Sinn, also mit der Forderung „Weiß setzt in 2, 3, n Zügen matt“ als kürzestem Weg zum Sieg, aber es gab auch sogenannte Bedingungsaufgaben mit zusätzlichen Restriktionen, etwa dass Weiß mit einer bestimmten Figur mattsetzen müsse, ohne eine schwarze Figur zu schlagen, Aufgaben, die heute als Studien bezeichnet würden (Weiß gewinnt oder hält remis), und partienahe Endspielübungen (etwa: „Der Weiße soll in wenigen Zügen die Partie für sich entscheiden“).
Als der 24-jährige Adolf Anderssen 1842 seine Sammlung gleichen Haupttitels veröffentlichte, war er noch ein relativ unbekannter Schachspieler aus der deutschen Provinz, nämlich in Breslau. Sein Ruhm als Partiespieler etablierte sich erst neun Jahre später mit seinem Sieg im Schachturnier zu London 1851. Mit der stark patriotisch gefärbten Begeisterung für Anderssen ab 1851 geriet weitgehend in Vergessenheit, dass er zuerst, und dies recht erfolgreich, als Schachkomponist an eine größere Öffentlichkeit getreten war.

## Die erste Auflage
Anderssens Sammlung erschien zuerst 1842 in dem Breslauer Verlag J. Urban Kern. Sie enthält 60 Schachprobleme, die ein Matt in drei bis neun Zügen fordern. Es handelt sich fast durchweg um direkte Mattprobleme, wie sie auch heute üblich sind, mit einer einzigen Ausnahme (in dieser wird ein Matt mit dem Bauern gefordert). Die Ausgangsstellungen sind nicht durch Diagramme repräsentiert, sondern in algebraischer Notation aufgeführt. Auf den rechten Seiten des Buchs finden sich die Kompositionen, auf den folgenden linken jeweils die Lösungen.
Eine Besonderheit dieser Auflage ist Anderssens Vorrede. Sie zeigt, dass die Schachregeln damals noch nicht bis ins Detail festgeschrieben waren: Anderssen verweigerte sich der in England und Frankreich geltenden und später international anerkannten Regel, dass Bauern auch in Figuren umgewandelt werden durften, die noch nicht geschlagen worden waren, sodass eine Partei nach der Bauernumwandlung etwa zwei Damen oder drei Türme haben kann.  Er meinte, dies sei in Deutschland nicht üblich und „überhaupt mit den positiven Grundbestimmungen des Schachspiels unvereinbar“, diese „Anomalie“ sei daher bei seinen Schachaufgaben nicht zu berücksichtigen. Für einige der in der Sammlung enthaltenen Probleme hatte das zur Konsequenz, dass sie als inkorrekt angesehen wurden. 1852 war diese Frage auch in Deutschland geklärt, und zwar nicht in Anderssens Sinn. Er nahm die Aufgaben auch nicht mehr in die zweite Auflage auf.
Ein Beispiel:
|   | a | b | c | d | e | f | g | h |   |
| 8 |   |   |   |   |   |   |   |   | 8 |
| 7 |   |   |   |   |   |   |   |   | 7 |
| 6 |   |   |   |   |   |   |   |   | 6 |
| 5 |   |   |   |   |   |   |   |   | 5 |
| 4 |   |   |   |   |   |   |   |   | 4 |
| 3 |   |   |   |   |   |   |   |   | 3 |
| 2 |   |   |   |   |   |   |   |   | 2 |
| 1 |   |   |   |   |   |   |   |   | 1 |
|   | a | b | c | d | e | f | g | h |   |

Lösung:
Hier wäre ein triviales vierzügiges Matt möglich, wenn man die geltenden Schachregeln zugrunde legt:
1. h8D+ Ke7 2. De8+ Kd6 3. Dd7+ Kc5 4. Dc6 matt. Doch zufolge Anderssens Interpretation, die in Deutschland damals noch ziemlich geläufig war, kann sich Weiß keine neue Dame holen, solange die alte noch auf dem Brett ist. Also muss man die zuerst loswerden.
1. Df1–f6! droht doppelt 2. Dd6 matt und 2. h8T matt. Auf 1. … Lxh7 folgt 2. Dd6+ Kg8 3. Db8+ Dd8 4. Dxd8 matt. Also 1. … g7xf6, aber nun ist die Dame vom Brett und eine neue kann erstehen: 2. h7-h8D+ Kf8–e7 3. Dh8–e8+ Ke7–d6 4. De8–d7+ Kd6–c5 5. Dd7–c6 matt.
Nach dem Damenopfer erfüllt der schwarze Bauer f6 als Blockstein denselben Zweck wie zuvor die weiße Dame: Er verhindert die Flucht des Königs über f6.
Nach den damals bereits in England und Frankreich unumstrittenen und bald auch in Deutschland anerkannten Regeln war das Problem damit inkorrekt, weil es unter diesen Bedingungen bereits in vier Zügen lösbar ist. Für die englische Übersetzung fügte R. Kuiper daher einen schwarzen Springer f6 ein, der auf 1. h8D+ Sg8! ermöglicht. Damit lässt sich der Schlüsselzug 1. Dxf6 motivieren, alles Weitere kann bleiben.
Die Sammlung war international erfolgreich. Eine Reihe von Problemen wurde in den führenden englischen und französischen Schachzeitschriften nachgedruckt, so in Howard Stauntons The Chess Player’s Chronicle und in Pierre Saint-Amants Le Palamède. In Deutschland erschienen ebenfalls Nachdrucke, unter anderem in der Berliner Schachzeitung und in der Leipziger Illustrirten Zeitung, ebenso in Polen (Gazeta codzienna) und den USA (Spirit of the Times). 1845 brachte R. Kuiper eine englische Fassung heraus, die in der im englischen Sprachraum üblichen beschreibenden Notation abgefasst war; er vermehrte die „60 gefeierten Positionen Anderssens“ (sixty celebrated positions of Anderssen) um 60 weitere, von ihm selbst stammende Probleme.

## Die zweite Auflage
Zehn Jahre nach der ersten Auflage, 1852, brachte Anderssen eine Neuauflage heraus, die, wie der Titel verriet, „gänzlich umgearbeitet“ war. Sie erschien wiederum bei J. Urban Kern in Breslau. Zwar enthielt sie ebenfalls 60 Probleme, doch Anderssen wechselte etwa ein Drittel der Kompositionen aus, änderte die Reihenfolge und korrigierte eine Reihe weiterer Probleme gegenüber der ersten Auflage. Drucktechnisch änderte sich ebenfalls Einiges, insbesondere wurden die Probleme nun als Diagramme gedruckt, was der Lese- und Lösefreundlichkeit sehr entgegenkam. Dies war die letzte Problemsammlung Anderssens. Er hatte 1851 mit seinem Sieg im Schachturnier zu London 1851 anlässlich der Great Exhibition einen großen Erfolg errungen und dabei unter anderem Staunton mit 4:1 geschlagen. Seitdem widmete er sich nur noch dem Partieschach.
Auch in der zweiten Auflage findet sich ein Problem, das auf Unklarheiten der Schachregeln hinwies. Es war die Nr. 10, ein Nachdruck aus der Illustrirten Zeitung, wo die Aufgabe bereits 1846 publiziert worden war. Hier geht es um die Frage, ob ein En-passant-Schlag erzwungen werden kann, wenn dies der einzige Zug ist, den der Schwarze zur Verfügung hat.
|   | a | b | c | d | e | f | g | h |   |
| 8 |   |   |   |   |   |   |   |   | 8 |
| 7 |   |   |   |   |   |   |   |   | 7 |
| 6 |   |   |   |   |   |   |   |   | 6 |
| 5 |   |   |   |   |   |   |   |   | 5 |
| 4 |   |   |   |   |   |   |   |   | 4 |
| 3 |   |   |   |   |   |   |   |   | 3 |
| 2 |   |   |   |   |   |   |   |   | 2 |
| 1 |   |   |   |   |   |   |   |   | 1 |
|   | a | b | c | d | e | f | g | h |   |

Lösung:
1. Ta1–e1! Zieht nun der schwarze Springer, folgt 2. Td3 matt bzw. nach 1. … Sxf3 2. exf3 matt.
Bleibt 1. … Ke3xd4 2. e2–e4! Der Springer ist gefesselt, der König steht patt. Der einzige legale Zug ist das Schlagen en passant:
2. … f4xe3 e. p. 3. Te1–d1 matt.
Der schwarze Bauer nimmt auf dem Zielfeld e3 seinem König das letzte Fluchtfeld.
Gemäß dem Problemkomponisten Valery Liskovets ist dies „sehr wahrscheinlich das älteste korrekte Problem mit einem e. p.-Schlag überhaupt“, jedenfalls aber das erste Problem mit erzwungenem En-passant-Schlag. Alain Campbell White hat die Geschichte des Themas und der Komposition in seiner Studie über den En-passant-Schlag in Schachproblemen erzählt. Ausgelöst durch Anderssens Problem, gab es 1846 in zahlreichen Schachzeitschriften und Schachspalten, unter anderem dem Chess Player’s Chronicle, dem Palamède und der Schachzeitung, eine lebhafte Debatte darüber, ob der ansonsten freiwillige En-passant-Schlag dann zur Verpflichtung werde, wenn der Spieler überhaupt keinen anderen Zug zur Verfügung habe. Mit anderen Worten: Kann ein Spieler in dieser Situation ein Patt reklamieren oder muss er en passant schlagen? Anderssens Darstellung brachte diese Frage auf den Punkt und wurde darum „mit einem Schlage berühmt“, so White, denn ohne die Verpflichtung zum En-passant-Schlag wäre sein Problem unlösbar. White meint daher sogar: „Wahrscheinlich hat kein anderes Problem eine so herausgehobene Rolle in der Geschichte des Schachs gespielt.“ Die damals heftig umstrittene Frage ist längst entschieden, diesmal in Anderssens Sinn.

## Die Anderssen-Verstellung
Eines der am meisten nachgedruckten und diskutierten Probleme zeigte die nach dem Autor benannte Anderssen-Verstellung. Diese Komposition, die in beiden Auflagen unverändert gebracht wurde, hat eine Verstellung der Linie eines weißen Langschrittlers zum Zweck der Pattvermeidung zum Inhalt, die im nächsten Zug mit einem Matt durch Abzugschach wieder aufgehoben wird. Über 60 Jahre nach dem ersten Erscheinen widmeten Johannes Kohtz und Carl Kockelkorn diesem Problem eine detaillierte Analyse und arbeiteten besonders die Unterschiede zum Indischen Problem heraus. Kohtz und Kockelkorn würdigten in ihrer „Schachstudie“ Das Indische Problem zudem auf mehreren Seiten die Bedeutung Anderssens in der Geschichte des Problemschachs.
|   | a | b | c | d | e | f | g | h |   |
| 8 |   |   |   |   |   |   |   |   | 8 |
| 7 |   |   |   |   |   |   |   |   | 7 |
| 6 |   |   |   |   |   |   |   |   | 6 |
| 5 |   |   |   |   |   |   |   |   | 5 |
| 4 |   |   |   |   |   |   |   |   | 4 |
| 3 |   |   |   |   |   |   |   |   | 3 |
| 2 |   |   |   |   |   |   |   |   | 2 |
| 1 |   |   |   |   |   |   |   |   | 1 |
|   | a | b | c | d | e | f | g | h |   |

Lösung:
1. Le8–h5! hebt mit einem Läuferopfer das schwarze Patt auf. Es bleibt nur noch ein Läufer zum Mattsetzen.
1. … Kh6xh5 2. Kh8-g7 h7–h6 3. Kg7-f6! Die Anderssen-Verstellung. Der weiße König stellt sich in die Wirkungslinie seines eigenen Läufers und hebt das Patt auf, indem er dem schwarzen König das Mattfeld h4 zugänglich macht.
3. … Kh5-h4 4. Kf6-g6 matt. Der weiße König macht die Verstellung rückgängig und setzt mit einem Abzugschach matt.
Kohtz und Kockelkorn nannten dieses Problem das „merkwürdigste Stück aus der ersten Auflage von Anderssen’s Problemen“. Seine Idee stecke in den letzten beiden weißen Zügen: Die Wirkungslinie des weißen Läufers (linkes Diagramm unten) wird unterbrochen dadurch, dass ein anderer weißer Stein, in diesem Fall der König, sich in diese Linie stellt (mittleres Diagramm unten). Damit wird ein Schnittpunkt zweier weißer Zuglinien definiert und besetzt (Feld f6). Der weiße König hebt durch seine Masse die Wirkung des weißen Läufers über f6 hinaus auf, sodass dem schwarzen König das Feld h4 zugänglich wird. Im Mattzug räumt der weiße König diesen Punkt wieder, sodass der Läufer seine Wirkung bis nach h4 zurückgewinnt (rechtes Diagramm unten).
Diese Schnittpunktidee erwies sich in den folgenden Jahren als überaus fruchtbar. Insbesondere das drei Jahre später veröffentlichte Indische Problem, das dieselbe Schnittpunktidee mit Turm und Läufer realisiert, hatte eine enorme kurzfristige und auch sehr langfristige Wirkung auf die Kunst der Schachkomposition. Kohtz und Kockelkorn sehen hier jedoch eine entscheidende Differenz: Während Anderssens Problem durch Probieren „Zug um Zug“ gelöst werden könne, weil sich der Schnittpunkt von selbst ergibt, sei der Kernpunkt des Indischen Problems, dass der Schnittpunkt erst hergestellt und nutzbar gemacht werden müsse. Man müsse dort also anders als bei Anderssen die gesamte Idee verstanden haben, um das Problem lösen zu können. Kohtz und Kockelkorn halten es für denkbar, dass der Verfasser des Indischen Problems Anderssens Aufgabe gekannt haben und dadurch angeregt worden sein könnte.
|   | a | b | c | d | e | f | g | h |   |
| 8 |   |   |   |   |   |   |   |   | 8 |
| 7 |   |   |   |   |   |   |   |   | 7 |
| 6 |   |   |   |   |   |   |   |   | 6 |
| 5 |   |   |   |   |   |   |   |   | 5 |
| 4 |   |   |   |   |   |   |   |   | 4 |
| 3 |   |   |   |   |   |   |   |   | 3 |
| 2 |   |   |   |   |   |   |   |   | 2 |
| 1 |   |   |   |   |   |   |   |   | 1 |
|   | a | b | c | d | e | f | g | h |   |

|   | a | b | c | d | e | f | g | h |   |
| 8 |   |   |   |   |   |   |   |   | 8 |
| 7 |   |   |   |   |   |   |   |   | 7 |
| 6 |   |   |   |   |   |   |   |   | 6 |
| 5 |   |   |   |   |   |   |   |   | 5 |
| 4 |   |   |   |   |   |   |   |   | 4 |
| 3 |   |   |   |   |   |   |   |   | 3 |
| 2 |   |   |   |   |   |   |   |   | 2 |
| 1 |   |   |   |   |   |   |   |   | 1 |
|   | a | b | c | d | e | f | g | h |   |

|   | a | b | c | d | e | f | g | h |   |
| 8 |   |   |   |   |   |   |   |   | 8 |
| 7 |   |   |   |   |   |   |   |   | 7 |
| 6 |   |   |   |   |   |   |   |   | 6 |
| 5 |   |   |   |   |   |   |   |   | 5 |
| 4 |   |   |   |   |   |   |   |   | 4 |
| 3 |   |   |   |   |   |   |   |   | 3 |
| 2 |   |   |   |   |   |   |   |   | 2 |
| 1 |   |   |   |   |   |   |   |   | 1 |
|   | a | b | c | d | e | f | g | h |   |

## Variationen thematischer Arbeit
Henri Weenink nannte Anderssen den ersten Themenkomponisten („first thematic composer“); die Kombinationen in seinen Problemen zeigten eher die Schönheit der Logik („beauty of logic“) als die Schönheit der Form. Insbesondere, so Weenink, liebte Anderssen brillante Kombinationen und spektakuläre Schlüsselzüge, also die Überraschungselemente, die man im Partieschach viel seltener antrifft als im künstlich geschaffenen Schachproblem. Johannes Kohtz und Carl Kockelkorn illustrierten Anderssens thematische Arbeit an drei Kompositionen, die im Schlüsselzug das stille, also nicht schachbietende Opfer einer weißen Figur gegen umwandlungsbereite schwarze Bauern zum Zweck der Verhinderung eines Gegenschachs darstellen. Die erste stammt aus der ersten, die dritte aus der zweiten Auflage der Aufgaben für Schachspieler; die spektakulärste und heute bekannteste zweite Fassung veröffentlichte er in der Illustrated London News.
|   | a | b | c | d | e | f | g | h |   |
| 8 |   |   |   |   |   |   |   |   | 8 |
| 7 |   |   |   |   |   |   |   |   | 7 |
| 6 |   |   |   |   |   |   |   |   | 6 |
| 5 |   |   |   |   |   |   |   |   | 5 |
| 4 |   |   |   |   |   |   |   |   | 4 |
| 3 |   |   |   |   |   |   |   |   | 3 |
| 2 |   |   |   |   |   |   |   |   | 2 |
| 1 |   |   |   |   |   |   |   |   | 1 |
|   | a | b | c | d | e | f | g | h |   |

|   | a | b | c | d | e | f | g | h |   |
| 8 |   |   |   |   |   |   |   |   | 8 |
| 7 |   |   |   |   |   |   |   |   | 7 |
| 6 |   |   |   |   |   |   |   |   | 6 |
| 5 |   |   |   |   |   |   |   |   | 5 |
| 4 |   |   |   |   |   |   |   |   | 4 |
| 3 |   |   |   |   |   |   |   |   | 3 |
| 2 |   |   |   |   |   |   |   |   | 2 |
| 1 |   |   |   |   |   |   |   |   | 1 |
|   | a | b | c | d | e | f | g | h |   |

|   | a | b | c | d | e | f | g | h |   |
| 8 |   |   |   |   |   |   |   |   | 8 |
| 7 |   |   |   |   |   |   |   |   | 7 |
| 6 |   |   |   |   |   |   |   |   | 6 |
| 5 |   |   |   |   |   |   |   |   | 5 |
| 4 |   |   |   |   |   |   |   |   | 4 |
| 3 |   |   |   |   |   |   |   |   | 3 |
| 2 |   |   |   |   |   |   |   |   | 2 |
| 1 |   |   |   |   |   |   |   |   | 1 |
|   | a | b | c | d | e | f | g | h |   |

In allen drei Fällen könnte Schwarz, wenn er am Zuge wäre, einen Bauern in eine Dame umwandeln und damit ein tödliches Schach geben. Das muss verhindert werden. Weiß gibt aber nicht etwa selbst Schach, sondern opfert eine Figur, um den Bauern zu blockieren. Schwarz kommt so zwar zur Bauernumwandlung, aber ohne Schach; Weiß gewinnt damit Zeit, um mattzusetzen. Kohtz und Kockelkorn sprechen davon, dass die „feindliche Macht“ hier mit einem einzigen Zug um zwei Offiziere verstärkt wird: Weiß verliert eine Figur, Schwarz bekommt eine dazu. Diese Verstärkung der gegnerischen Kräfte ist das Thema des Problems.
In der ersten Fassung (links) wird der Läufer geopfert: 1. Lh3–f1! Es droht 2. Lxe2 matt. Schwarz muss nehmen: 1. … e2xf1D 2. Sf8–g6. Nun droht 3. Se5 matt. Die neu entstandene Dame muss eingreifen: 2. … Df1–e1/e2 3. Sg6−e5+ Dxe5+ 4. Kf6xe5, und 5. Td4 matt ist nicht mehr zu verhindern. Kohtz und Kockelkorn bezeichnen diese Fassung als „schüchtern“ und sehen bei den Neufassungen die Absicht, die Wucht des paradoxen Themas noch zu steigern, indem nicht mehr nur der „bescheidene“ Läufer, sondern gleich die stärkste Figur geopfert wird.
In der zweiten Fassung (Mitte) ist es nun also die Dame: 1. Db1–e1! Es droht 2. Dxd2 matt. 1. … d2xe1D 2. Td8–d4! Nun ist eine uralte Mattkombination nicht mehr zu verhindern, die laut Kohtz und Kockelkorn bereits tausend Jahre früher in einer arabischen Mansube gezeigt wurde: 3. Td4–a4+ Lb5xa4 4. b3–b4+ De1xb4 5. a3xb4 matt. Gemäß Kohtz und Kockelkorn kannte Anderssen wohl kaum diese Mansube, wahrscheinlich aber eine Komposition von Domenico Ercole del Rio, die dieser 1750 in seinem Buch Sopra il Giuoco degli Scacchi veröffentlicht hatte. Dort bildet diese Mattkombination den Abschluss des Problems, freilich nicht mit der stillen Einleitung Anderssens, die dessen eigene Idee war, sondern nach ständigem Schachbieten des Weißen.
Anderssen ist wohl auch mit dieser Fassung unzufrieden gewesen, denn er hat sie 1852 durch eine neue ersetzt, die auf den Mansubenschluss verzichtet und stattdessen dem Ökonomieprinzip Rechnung trägt, indem vor allem die Zügezahl auf das Minimum reduziert wird (in weniger als drei Zügen lässt sich das Thema nicht darstellen). Diese dritte Fassung (rechts) beginnt wieder mit dem bereits bekannten Damenopfer: 1. Da1–h1! droht 2. Dxg2 matt. Für das Schlussspiel hat Anderssen hier eine neue Idee verwirklicht: Nach 1. … g2xh1D droht 2. Sh8–f7! mit 3. Sd6 matt, verstellt aber dabei die weiße Turmlinie, sodass der schwarze König flüchten kann. Doch er wird mit einem Abzugschach wieder eingefangen: 2. … Ke4–f4/f5 3. Sf7–g5 matt. Nach 1. … Sxh1 ist diese Fassung dualistisch, da neben 2. Sf7 auch 2. Sg6 nebst 3. Tf4 matt geht. 
In den Aufgaben für Schachspieler 1852 stand der weiße Springer auf d8 statt h8, was weitere Duale im 2. Zug zulässt, so 1. … gxh1D 2. Sd8–b7 mit Matt auf d6, sodass die Autoridee der Linienverstellung nicht recht zum Tragen kommt. Die oben gezeigte Version ist in diversen Nachdrucken angegeben, sie ist zumindest in der Hauptvariante nach 1. … gxh1D dualfrei und erzwingt dort tatsächlich die von Anderssen gemäß seiner Lösungsangabe beabsichtigte Verstellung auf f7. Jean Dufresne druckte in seiner Anthologie der Schachaufgaben (1864) die Aufgabe originalgetreu mit dem Springer auf d8 nach und gab auch Anderssens Lösung genauso wieder, wie sie in den Aufgaben für Schachspieler erschienen war, also mit 2. Sd8–f7. In seiner Einleitung bezog er sich aber auf den Dual nach Sd8–b7: „Wie Schwarz auch ziehen mag, immer wird er nicht mehr die Folgen des Zuges Sd8–b7 vereiteln können.“ In der Tat ist in dieser dualistischen Fassung 2. Sd8–b7 einfacher zu sehen, da der Zug keine weiße Linie verstellt, doch entspricht das nicht Anderssens veröffentlichter Idee.

## Rezeption
Bereits 1843 erschienen in Le Palamède und The Chess Player’s Chronicle, den beiden ersten reinen Schachzeitschriften der Welt, Kompositionen aus der ersten Auflage der Aufgaben für Schachspieler in Diagrammform. Im Fall der englischen Zeitschrift war dies der Vermittlung von Tassilo von Heydebrand und der Lasa zu verdanken, der die Aufgaben Howard Staunton zugeschickt hatte. Anderssen galt dem Chronicle als „a very fine chess player, author of a volume of beautiful problems“.
1906 gab der Redakteur der Wiener Schachzeitung Eduard Mazel sämtliche Aufgaben aus beiden Auflagen in einer Folge seiner Galerie der Problemmeister wieder.

## Ausgaben
- Aufgaben für Schachspieler, nebst ihren Lösungen. 1. Auflage. J. Urban Kern, Breslau 1842. Digitalisat
  - 2., gänzlich umgearbeitete Auflage. J. Urban Kern, Breslau 1852. Digitalisat
  - R. Kuiper: One Hundred and Twenty Problems, containing the sixty celebrated positions of Anderssen and sixty new problems. J. H. Starie, London 1845. Digitalisat